# Cotorra variada
La cotorra variada (Psephotellus varius) és una espècie d'ocell de la família dels psitàcids que habita zones de matoll del centre i sud d'Austràlia, des de l'oest i sud d'Austràlia Occidental, cap a l'est, a través del sud del Territori del Nord fins al sud de Queensland i, cap al sud, per Austràlia Meridional i interior de Nova Gal·les del Sud i Victòria (Austràlia).